# Избори за предсједника Црне Горе 2018.
Избори за Предсједника Црне Горе 2018. су били редовни избори за Предсједника Црне Горе, који су одржани 15. априла 2018. године. То су били девети по реду предсједнички избори у Црној Гори, а трећи од осамостаљења 2006. године. Побједу на изборима однио је Мило Ђукановић, кандидат Демократске партије социјалиста Црне Горе, који је изабран већ у првом кругу, пошто је према званичним изборним резултатима освојио 53,90% гласова изашлих бирача.

## Кандидати
Владајућа Демократска партија социјалиста Црне Горе је на изборима кандидовала свог страначког предсједника Мила Ђукановића, који је функцију Предсједника Црне Горе обављао раније, у раздобљу од 1998. до 2002. године. У вријеме расписивања избора, тадашњем Предсједнику Црне Горе Филипу Вујановићу истицао је трећи предсједнички мандат (који се рачунао као други мандат по важећем Уставу Црне Горе из 2007. године), тако да није имао право да се поново кандидује. Стога је владајућа ДПС као свог кандидата истакла Мила Ђукановића, што је било у складу са очекивањима политичке јавности у Црној Гори.
На другој страни, међу опозиционим странкама су постојала различита мишљења о избору одговарајуће политичке стратегије. Поједине мање странке су сматрале да први и основни циљ избора треба да буде спречавање Ђукановићеве побједе у првом кругу, уз учешће неколико опозиционих кандидата који би (сваки у свом домену) анимирали што већи број грађана, након чега би у другом кругу усљедило обједињавање свих опозиционих снага око Ђукановићевог противкандидата. Насупрот томе, веће опозиционе странке су се залагале за истицање јединственог кандидата, ради концентрације опозиционих гласова већ у првом кругу. Иако је таква стратегија претрпела пораз на претходним предсједничким изборима, који су одржани 2013. године, највеће опозиционе странке су се поново определиле за исти приступ.
Иако је ради побједе над Ђукановићем било потребно изабрати снажну политичку личност, највеће опозиционе странке су на опште изненађење јавности одлучиле да као заједничког кандидата истакну Младена Бојанића, етничког Црногорца и бившег челника ванпарламентарне политичке организације под називом Отпор безнађу. Њега су за заједничког кандидата опозиције предложиле Уједињена реформска акција и Демократска Црна Гора, а тај предлог су потом прихватиле и странке окупљене у коалицији Демократски фронт. Бојанићеву кандидатуру је такође подржала и Социјалистичка народна партија Црне Горе, као и неке мање опозиционе странке.
Пре но што је постигнут договор око Бојанићеве кандидатуре, СНП је за заједничког кандидата опозиције предлагала академика Момира Ђуровића, бившег предсједника Црногорске академије наука и умјетности (2002-2016), који се изјашњавао као етнички Црногорац, али је у јавности био познат по свом коректном односу према српском народу у Црној Гори. Овај компромисни приједлог није наишао на општу подршку међу опозиционим странкама, тако да се од Ђуровићеве кандидатуре одустало.
Већ на самом почетку изборне кампање, Бојанићева кандидатура је претрпела значајан ударац. Иако се опозициони блок надао да ће Бојанић добити подршку од Миодрага Лекића, који је на претходним предсједничким изборима (2013) као заједнички кандидат опозиције освојио преко 150.000 гласова, подршка са те стране је изостала пошто је Лекић заједно са својим Демократским савезом одлучио да подржи Драгињу Вуксановић, кандидаткињу Социјалдемократске партије Црне Горе.
Бојанићева кандидатура се на крају показала као потпуни промашај (за опозицију), пошто је на изборима за њега гласало свега 111.711 грађана, што је било знатно мање од укупног броја грађана (око 160.000) који су на претходним скупштинским изборима (2016) гласали за странке које су предложиле и подржале Бојанића, чиме се показало да је његова кандидатура изазвала ефекат супротан од очекиваног: умјесто обједињавања опозиционих гласова, довела је до њиховог осипања, чиме је Ђукановићева побједа омогућена већ у првом кругу. Након изборног неуспјеха, ни један лидер било које странке из Бојанићевог блока није поднио оставку, нити преузео било какву политичку одговорност због лошег одабира опозиционог кандидата.

### Питање српског кандидата
Полазећи од негативних искустава са претходних предсједничких избора у Црној Гори (2013), поједини српски политички чиниоци су већ током 2017. године покренули питање о евентуалном истицању посебног кандидата око кога би се окупиле све српске и просрпске странке у тој држави. Тим поводом је указивано на неопходност очувања српског политичког и националног идентитета у Црној Гори, а крајем 2017. и почетком 2018. године дошло је до нових консултација, које нису довеле до жељеног резултата. Управо у то вријеме, највећа српска странка - Нова српска демократија (НСД) одлучила је да подржи кандидатуру Младена Бојанића, етничког Црногорца који се у јавности представљао као говорник српског језика, али је 2006. године подржавао разбијање заједничке државе. Суочене са таквим ставом НСД, остале српске и просрпске странке поново су се нашле пред сличним искушењем као и 2013. године, када је НСД подржала кандидатуру Миодрага Лекића. У знатном дијелу српске политичке јавности у Црној Гори, Бојанићева кандидатура је доживљавана као лоша реприза раније Лекићеве кандидатуре, тако да је од самог почетка било извјесно да знатан дио српских бирача неће гласати за политички непоузданог Бојанића. Не желећи да допусте пасивизацију тог дијела бирачког тијела, поједине српске и просрпске странке и коалиције одлучиле су да истакну сопствене кандидате (Марко Милачић, Добрило Дедеић), који нису постигли значајније резултате, али су својим учешћем допринели повећању укупног одзива опозиционих бирача.
Накнадна анализа Бојанићевог држања током изборне кампање и његовог укупног односа према српском питању показала је да су највеће српске и просрпске странке у Црној Гори начиниле озбиљну грешку при избору кандидата. Тим поводом је указано на потребу за неодложним преиспитивањем дотадашње политичке стратегије, која се под паролом "обједињавања опозиције" сводила на жртвовање српских националних интереса у Црној Гори. Истим поводом је закључено да су Србима у Црној Гори, након промашаја са Лекићем (2013) и Бојанићем (2018), неопходни кандидати који ће по народности бити Срби, пошто се у пракси показало да навођење српских бирача на гласање за несрпске кандидате неминовно води ка разградњи српског политичког и националног идентитета у Црној Гори.

## Резултати
Мило Ђукановић, кандидат ДПС-а, победио је на изборима у првом кругу, освојивши 53,90% гласова. Други независни кандидат Младен Бојанић освојио је 33,40% гласова, док је трећи кандидат Драгиња Вуксановић (СДП) освојила 8,20% гласова.
| Кандидат                                          | Партија                                   | Гласови | %     |
| ------------------------------------------------- | ----------------------------------------- | ------- | ----- |
| Мило Ђукановић                                    | Демократска партија социјалиста Црне Горе | 180.272 | 53,90 |
| Младен Бојанић                                    | Заједнички кандидат ДФ, ДЦГ, СНП и УРА    | 111.711 | 33,40 |
| Драгиња Вуксановић                                | Социјалдемократска партија Црне Горе      | 27.441  | 8,20  |
| Марко Милачић                                     | Права Црна Гора                           | 9.405   | 2,81  |
| Хазбија Калач                                     | Странка правде и помирења                 | 2.677   | 0,80  |
| Василије Миличковић                               | Независни кандидат                        | 1.593   | 0,48  |
| Добрило Дедеић                                    | Српска коалиција                          | 1.363   | 0,41  |
| Укупно уписаних                                   | Укупно уписаних                           | 532.559 | 100   |
| Гласало                                           | Гласало                                   | 340.462 | 63,98 |
| Важећи                                            | Важећи                                    | 334.462 | -     |
| Неважећи                                          | Неважећи                                  | 5.997   | -     |
| Извор: ДИК Архивирано на веб-сајту (21. јун 2018) |                                           |         |       |